# Zele punctatus
Zele punctatus är en stekelart som beskrevs av Van Achterberg 1979. Zele punctatus ingår i släktet Zele och familjen bracksteklar. Inga underarter finns listade i Catalogue of Life.